# Tomita Kohei
Kohei Tomita (sinh ngày 9 tháng 6 năm 1996) là một cầu thủ bóng đá người Nhật Bản.

## Sự nghiệp câu lạc bộ
Kohei Tomita đã từng chơi cho Kyoto Sanga FC.